# Onthophagus babirussa
Onthophagus babirussa là một loài bọ cánh cứng trong họ Bọ hung (Scarabaeidae).